# Lawrence Kushner
Lawrence Kushner (Detroit, 1943) è uno scrittore, rabbino e docente statunitense, appartenente alla corrente ebraica riformata, ed è professore alla Congregazione Emanu-El di San Francisco, in California.

## Biografia
Nato a Detroit (Michigan) nel 1943, Kushner si è laureato magna cum laude alla Università di Cincinnati, proseguendo poi con l'ordinazione rabbinica (Semikhah) presso lo Hebrew Union College di Cincinnati. Kushner è stato successivamente assegnato alla Congregazione Beth-El di Sudbury (Massachusetts) per 28 anni. Kushner è attualmente professore all'Emanu-El di San Francisco.
Kushner inoltre è membro aggiunto della facoltà dello Hebrew Union College di Los Angeles. Ha insegnato spiritualità e misticismo e ha formato studenti rabbinici in qualità di Professore invitato allo Hebrew Union College-Jewish Institute of Religion di New York. Kushner e sua moglie Karen hanno tre figli. Sua figlia Noa è rabbino fondatore della congregazione "The Kitchen", comunità indipendente nell'area di San Francisco.

## Opere
Kushner è autore e coautore di numerosi articoli, saggi e di oltre 18 libri, per l'infanzia e per adulti, tradotti in sei lingue:
- Honey from the Rock: Visions of Jewish Mystical Renewal, Jewish Lights Publishing, 1977. ISBN 978-0-06-064901-2
- The Invisible Chariot: An Introduction to Kabbalah and Spirituality for Young Adults, con Deborah Kerdeman, A.R.E. Publishing, 1986.
- The River of Light: Spirituality, Judaism, Consciousness, Jewish Lights Publishing, 2ª edizione, 1990. ISBN 1-879045-03-6 ISBN 978-1879045033
- The Book of Letters: A Mystical Alef-Bait, Jewish Lights Publishing, 1990. ISBN 978-1-879045-00-2
- God Was in This Place and I, i Did Not Know: Finding Self, Spirituality, and Ultimate Meaning, Jewish Lights Publishing, 1993.
- Sparks beneath the Surface: A Spiritual Commentary on the Torah, traduttore e curatore, con Rabbi Kerry Olitsky, Jason Aronson, 1993.
- The Book of Miracles: A Young Person's Guide to Jewish Spiritual Awareness, Union of American Hebrew Congregations, 1987; Jewish Lights Publishing, 10ª ediz. (anniversario), 1997. ISBN 978-1-879045-78-1
- Invisible Lines of Connection: Sacred Stories of the Ordinary, Jewish Lights Publishing, 1998, ISBN 978-1-879045-98-9
- The Book of Words (Sefer Shel Devarim): Talking Spiritual Life, Living Spiritual Talk, Jewish Lights Publishing, 1998. ISBN 978-1-58023-020-9
- Eyes Remade for Wonder: A Lawrence Kushner Reader, Jewish Lights Publishing, 1998. ISBN 978-1-58023-042-1
- Kabbalah: The Way of Light, Peter Pauper Press, 1999. ISBN 978-0-88088-101-2
- Honey from the Rock: An Introduction to Jewish Mysticism, Jewish Lights Publishing, 1999. ISBN 978-1-58023-073-5
- Because Nothing Looks Like God, Jewish Lights Publishing, 2000. ISBN 978-1-58023-092-6
- Where Is God?, con Karen Kushner, illustrato da Dawn W. Majewski, Skylight Paths, 2000.
- How Does God Make Things Happen?, con Karen Kushner, illustrato da Dawn W. Majewski, Skylight Paths, 2001.
- Jewish Spirituality: A Brief Introduction for Christians, Jewish Lights Publishing, 2001, ISBN 978-1-58023-150-3
- What Does God Look Like?, con Karen Kushner, illustrato da Dawn W. Majewski, Skylight Paths, 2001.
- Five Cities of Refuge: Weekly Reflections on Genesis, Exodus, Leviticus, Numbers, and Deuteronomy, con David Mamet, Schocken Books, ediz. bilingue, 2003. ISBN 978-0-8052-4220-1
- In God's Hands, con Gary Schmidt, Jewish Lights Publishing, 2005. ISBN 978-1-58023-224-1
- Kabbalah: A Love Story, Morgan Road Books, 2006. ISBN 978-0-7679-2412-2
- Filling Words with Light: Hasidic and Mystical Reflections on Jewish Prayer, con Rabbi Nehemia Polen, Jewish Lights Publishing, 2007. ISBN 978-1-58023-238-8
- I'm God; You're not: Observations on Organized Religion & Other Disguises of the Ego, Jewish Lights Publishing, 2010. ISBN 978-1-58023-441-2

### Traduzioni italiane
- Le dieci porte della felicità. Vivere sereni nelle piccole cose, Piemme, 1998. ISBN 978-8838430572
- In questo luogo c'era Dio e io non lo sapevo. Sette commenti a Genesi 28, 16, Giuntina, 1995. ISBN 978-8885943971
- Il libro delle parole ebraiche. Piccolo abbecedario della lingua santa, ECIG, 1998. ISBN 978-8875457761
- Con gli occhi della mente, ECIG, 2000. ISBN 978-8875458744